# روث تايلور
روث تايلور (بالإنجليزية: Ruth Taylor)‏ هي ممثلة أمريكية، ولدت في 13 يناير 1905 بغراند رابيدز في الولايات المتحدة، وتوفيت في 12 أبريل 1984 ببالم سبرينغس في الولايات المتحدة.

## وصلات خارجية
- روث تايلور على موقع IMDb (الإنجليزية)
- روث تايلور على موقع أول موفي (الإنجليزية)
- روث تايلور على موقع قاعدة بيانات برودواي على الإنترنت (الإنجليزية)
- روث تايلور على موقع قاعدة بيانات الفيلم (الإنجليزية)